# Quadrante (geometria)

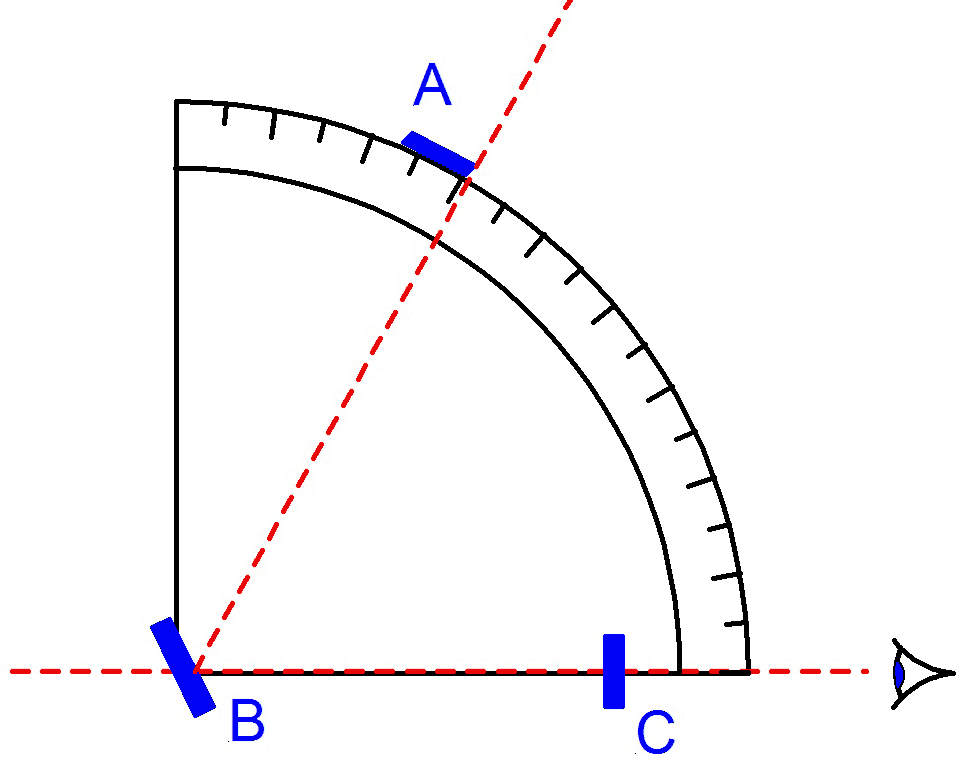
Em matemática (trigonometria]) e desenho geométrico é a quarta parte de um círculo e equivalente a 90 graus.

Quadrantes do sistema cartesiano de coordenadas.

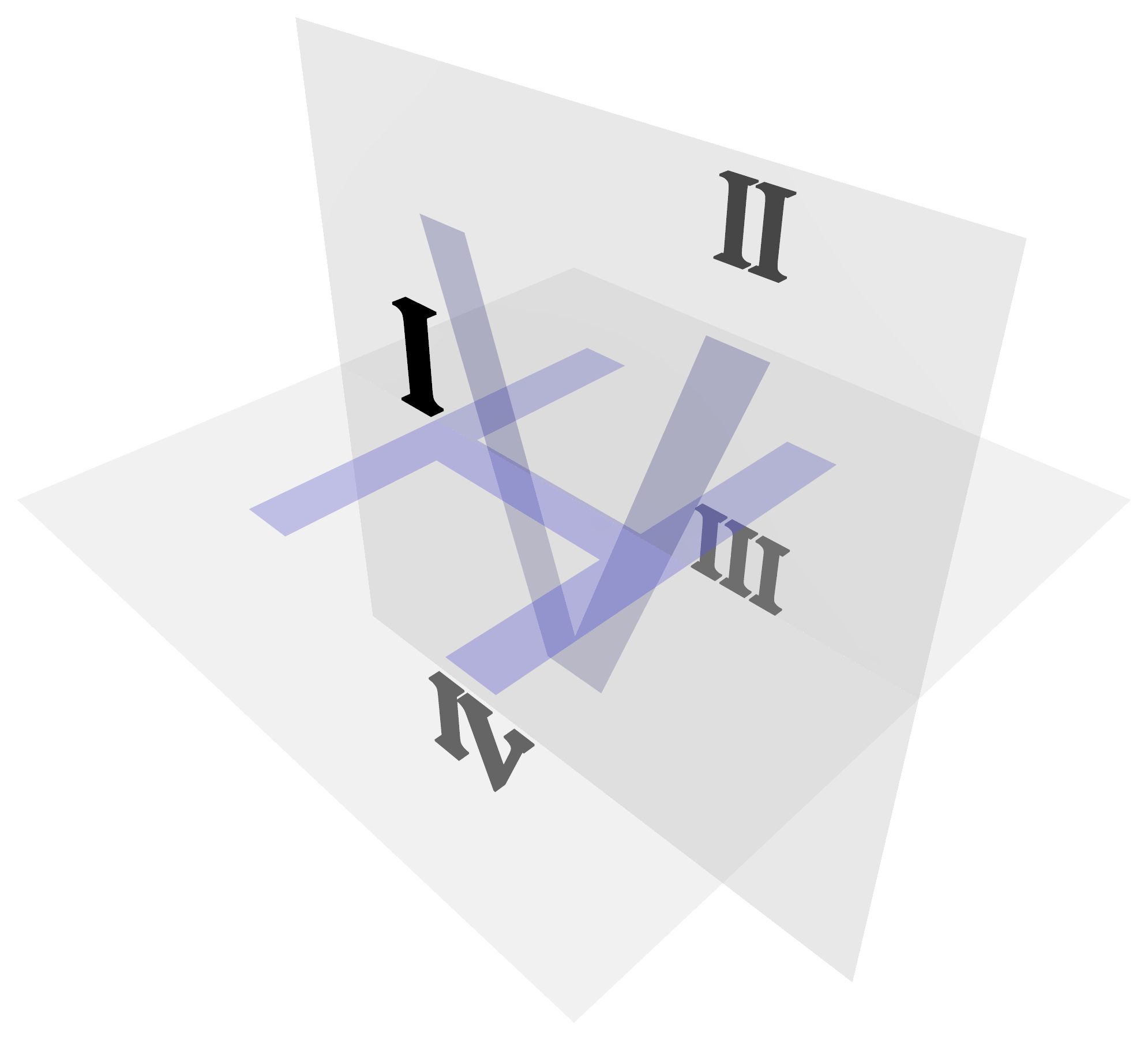
Quadrantes ou tetraedro do sistema de projeção mongeano.

Em geometria, quadrante é qualquer das quatro partes iguais em que se pode dividir uma circunferência. Pode ainda corresponder à quarta parte de um círculo e equivalente a 90 graus.
Em Geometria analítica são as quatro partes resultantes da divisão de um plano, por um eixo ortogonal (sistema cartesiano de coordenadas).
Em Geometria descritiva, são as quatro partes resultantes da divisão do espaço, por intermédio de dois planos ortogonais. Neste caso os quadrantes também são chamados de diedros.